# Kungsleden
Kungsleden, mot suédois signifiant Voie Royale, est un sentier de trekking de plus de 450 km de longueur, au nord de la Suède (Laponie).
La Voie Royale est divisée en quatre parties correspondant chacune à environ une semaine de marche. Sa création remonte à la fin du XIXe siècle, à l'initiative du Svenska Turistföreningen (STF). La création de ce chemin visait à rendre accessibles les magnifiques paysages lapons. L'itinéraire a progressivement été équipé en refuges (tous les 20 km environ aujourd'hui, principalement dans la partie Nord).

## Géographie

### Situation
Le Kungsleden parcourt presque de bout en bout la Laponie suédoise. Il relie quasi continûment Abisko (68° 21' N), environ 200 km au nord du cercle polaire arctique, à Hemavan (65° 49' N). Il s'oriente grossièrement du nord au sud.

### Climat
La saison de l'été dure de juin à mi-août. Jusqu'à mi-juillet, le jour sera continu dans la partie la plus septentrionale de l'itinéraire (soleil de minuit), au-delà, les nuits resteront claires jusqu'à fin août. L'automne commence généralement fin août avec des pluies, voire de la neige. Le sentier est considéré comme praticable de début juin à fin septembre, voire plus selon la météo. Néanmoins, le temps est susceptible de changer extrêmement rapidement, surtout au printemps et à l'automne. Même au mois d'août, les températures nocturnes peuvent occasionnellement devenir négatives.
L'hiver dure d'octobre à avril[pas clair].

### Faune et flore

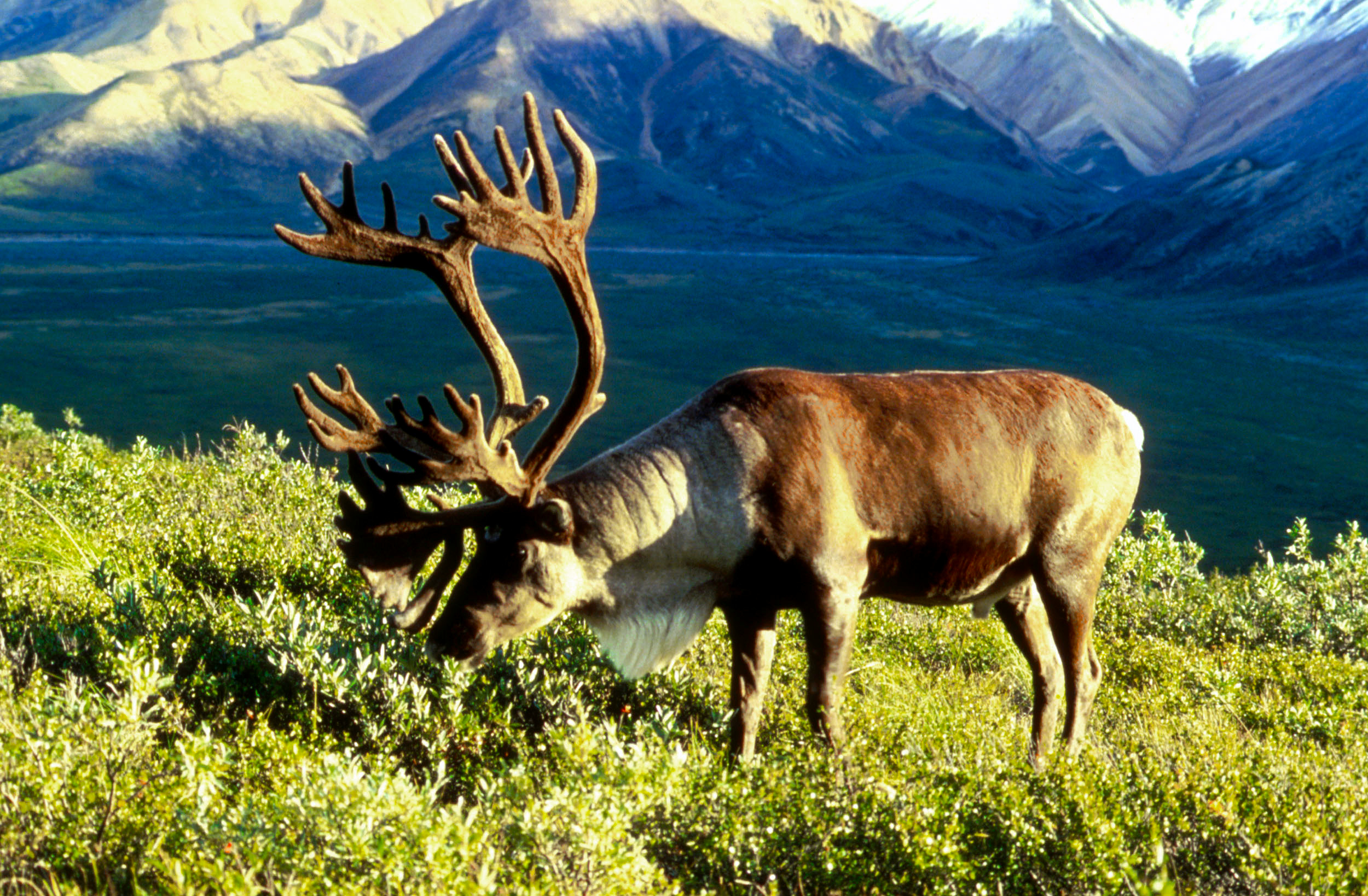
Renne

L'itinéraire du Kungsleden passe dans des régions où la densité humaine est parfois bien en dessous de l'habitant au kilomètre carré, c'est pourquoi l'on rencontre au hasard du chemin tout le spectre des animaux sauvages que l'on trouve en Laponie, notamment rennes, renards polaires, ours, petits mammifères et quelques oiseaux.

## Histoire
L'histoire du Kungsleden est liée à la Svenska Turistföreningen (STF) : l'association touristique suédoise. Cette association fut formée en 1885 par des scientifiques à Uppsala dans le but de faciliter l'accès aux montagnes suédoises. Dès la fin du XIXe siècle, l'association avait en tête la création d'une voie royale à travers les montagnes lapones. Sur une carte, un tracé fut alors proposé reliant l'actuel Abisko à Kvikkjokk. La construction en 1902 de la ligne de chemin de fer Malmbanan entre Kiruna et Narvik offrit à ce projet une voie d'accès privilégiée : STF acheta aux chemins de fer suédois trois cabanes d'officiers dont une à Abisko. L'association avait alors des moyens très limités. Elle commença par développer la cabane d'Abisko pour la transformer petit à petit en une véritable station touristique. Elle commença aussi à construire d'autres chalets : les premiers étant ceux d'Abiskojaure et de Kebnekaise en 1907. Entre Abisko et Abiskojaure, le sentier suivait une ancienne voie utilisée pour transporter les matériaux. En plus des chalets, l'association installa des barques au niveau des lacs qui devaient être traversés entre Abisko et Vakkotavare.
Pour la section entre Vakkotavare et Kvikkjokk, le projet initial faisait passer le sentier en plein milieu du parc national de Sarek, avec un chalet près de la rivière Rapaätno qui serait ensuite traversée en bateau. Mais ceci ne fut pas réalisé, et à la place, le sentier longe l'extrémité est du parc.
Le sentier n'était alors pas marqué, et le nom Kungsleden n'était pas encore employé. En 1920, dans un livre sur le Kebnekaise, le sentier apparaissait sous le nom Alesvaggeleden. Le sentier entre Abisko et Vakkotavare fut finalement marqué entre 1926 et 1927, et ce n'est que l'année suivante, avec l'ouverture de la station de Kvikkjokk que le nom Kungsleden apparu pour la première fois, sans pour autant quelconque cérémonie d'inauguration. Mais il n'y avait toujours aucun sentier à proprement parler, et la construction des chalets était difficile étant donné les moyens économiques très limitées de l'association. Mais la popularité du Kungsleden augmenta rapidement.
Le sentier fut prolongé de façon relativement discrète. En 1941, il est ainsi mentionné que le Kungsleden s'étend d'Abisko jusqu'à Jäkkvik et au début des années 1950, jusqu'à Ammarnäs. Certains randonneurs de l'époque incluaient dans le Kungsleden tout le réseau de sentiers de STF dans les montagnes, du cairn des Trois Royaumes au nord à Grövelsjön au sud. Cependant, en 1975, le sentier fut officiellement prolongé jusqu'à Hemavan lors de la création de la réserve naturelle de Vindelfjällen. La partie plus au sud (entre Sälen et Storlien) est cependant parfois appelé Södra Kungsleden (littéralement Kungsleden sud).

## Itinéraire
Le sentier est ici décrit depuis le nord (Abisko) jusqu'au sud (Hemavan), ce qui est la direction la plus courante, empruntée par 2 randonneurs sur 3. Le trajet peut être divisé en 5 sections qui s'étendent entre les différents points d'accès possibles au sentier (route ou chemin de fer) : Abisko, Nikkaluokta, Saltoluokta, Kvikkjokk, Ammarnäs et Hemavan.

### Abisko-Nikkaluokta/Vakkotavare
La partie nord du sentier est la plus ancienne, la plus connue et la plus fréquentée. La longueur de cette section est 109 km entre Abisko et Vakkotavare, mais le Kungsleden compte aussi une branche latérale très populaire à partir de Singi vers Nikkaluokta d'une longueur de 33 km dont 6 km qui peuvent se faire en bateau à moteur,.

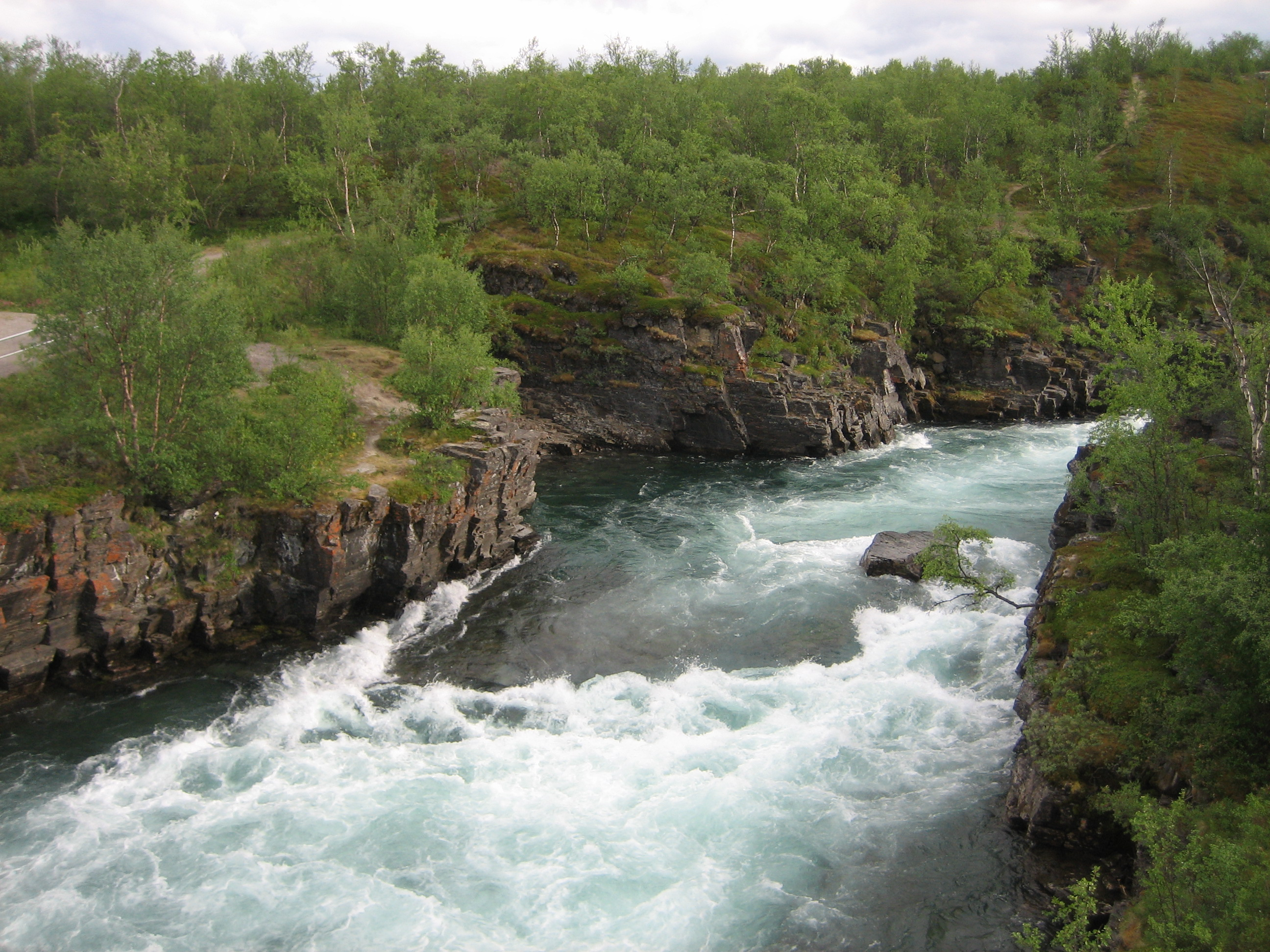
Le canyon de l'Abiskojåkka

Le sentier commence au niveau de la station touristique d'Abisko, dans le parc national d'Abisko, accessible par train (Malmbanan). Un portail en bois à 50 m du parking indique le départ du sentier. Le sentier rejoint rapidement la rivière Abiskojåkka qui forme un canyon d'une vingtaine de mètres de profondeur,. Le sentier suit ensuite la rivière vers le sud. Au niveau de marmorbrottet, une ancienne petite carrière de dolomie se trouve une aire de repos et un point de méditation. Le sentier continue ensuite, traversant plusieurs rivières à l'aide de ponts, jusqu'au rivage nord du lac Abiskojaure où se trouve une autre aire de repos. Le sentier longe le lac pendant 4 km, au pied de l'imposante montagne Kieron. Grâce à un pont au-dessus de l'Abiskojåkka (qui s'appelle ici Kamajåkka), on peut rejoindre le premier groupe de chalets du sentier : Abiskojaurestugorna (les chalets d'Abiskojaure). Toute cette première étape est située dans la forêt de bouleaux du parc d'Abisko, à l'exception des rives du lac où la végétation se transforme en landes subalpine difficilement pénétrable.
Après les chalets d'Abiskojaurestugorna, le sentier quitte les rives de la rivière en direction du sud-est. Il quitte alors le parc national d'Abisko puis rejoint la rivière Siellajåkka qu'il traverse, quittant par la même occasion la forêt de bouleaux pour atteindre l'étage alpin. Le sentier commence alors à prendre de l'altitude en remontant la vallée Garddenvággi, toujours au pied du mont Kieron. La vallée s'incurve vers le sud et on atteint ainsi un grand plateau (altitude d'environ 800 m). Kåtotjåkka, une des plus hautes montagnes de Suède (1 991 m d'altitude) se dresse alors juste devant les randonneurs. Le sentier suit alors une série de lacs presque connectés (Miesákjávri, Rádujávri et Alesjaure) pour finalement atteindre les chalets Alesjaurestugorna.

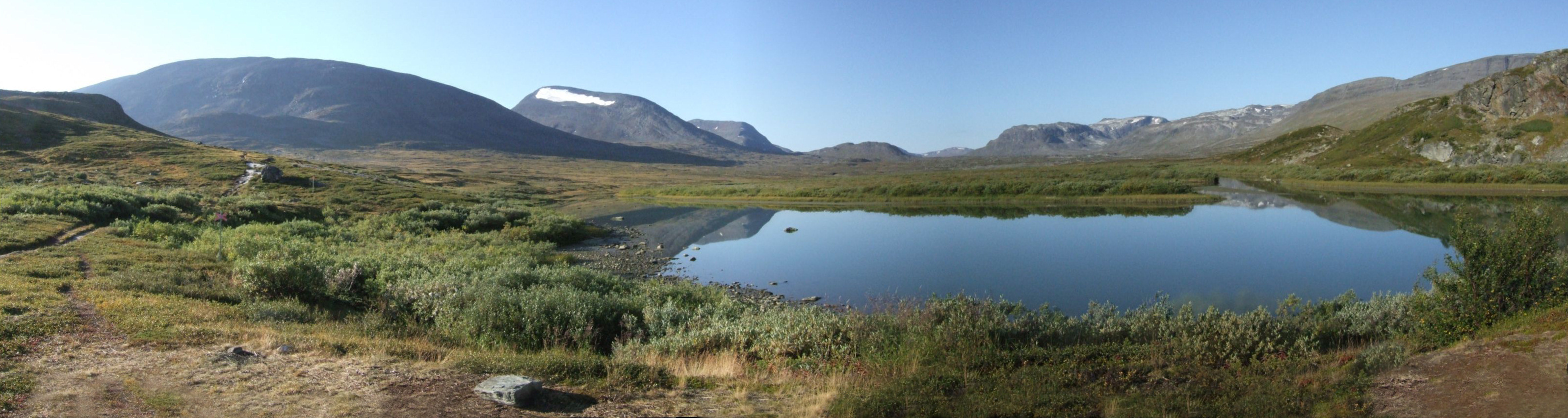
Vue depuis les chalets Alesjaurestugorna en direction du sud

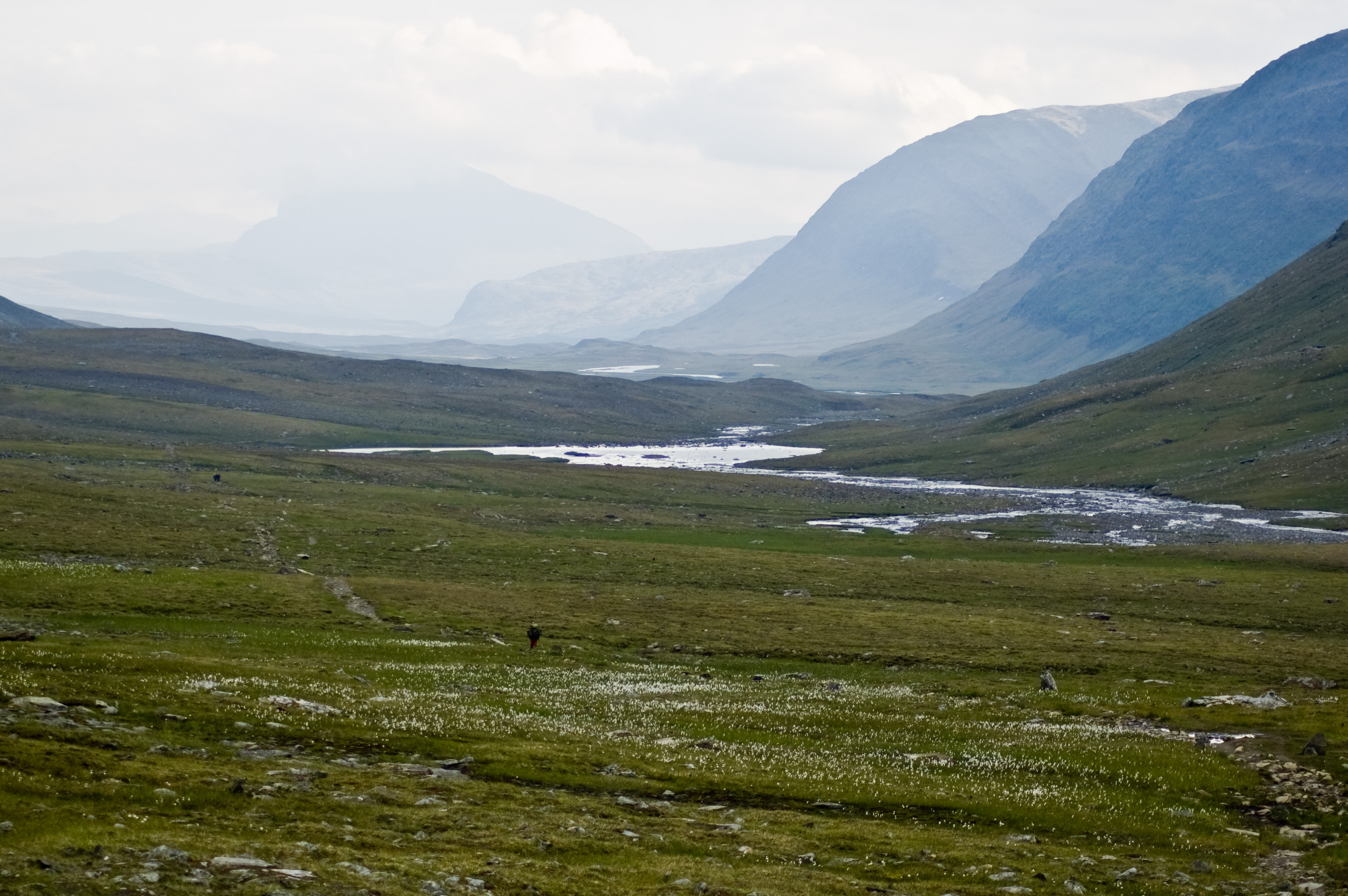
Vue vers le sud depuis le col de Tjäktja

Le chemin continue tout le long de la courte étape suivante dans la vallée Alesvagge. Pendant toute la première partie du trajet, le dénivelé est très faible, mais à la fin, le sentier monte brusquement en direction du col de Tjäktja. Dans cette montée, la végétation devient très pauvre et le paysage désolé. Le chalet Tjäktjastugan se trouve vers le début de cette ascension, à environ 1 000 m d'altitude. Les 4 km d'ascension vers le col s'achèvent donc à l'étape suivante. Le col de Tjäktja, avec une altitude de 1 150 m est le plus haut point du sentier. Ce col reste enneigé très tardivement à ce niveau. Un petit refuge se situe au niveau du col. La première partie de la descente dans la vallée Tjäktjavagge est abrupte, avec un dénivelé de 200 m. Puis, la longue vallée (30 km) s'ouvre aux yeux des randonneurs, cernée de toute part par des montagnes aux versants relativement raides. Le sentier continue, parallèle à la rivière Tjäktajåkka, traversant à gué les divers ruisseaux qui viennent la nourrir. Le sentier rejoint enfin les chalets Sälkastugorna, situés sur une petite butte entourée par les nombreux embranchements d'un des affluents de la Tjäktajåkka.
L'étape suivante continue dans la vallée qui s'élargit de plus en plus. Malgré le caractère ouvert de la vallée, le caractère alpin du paysage est tout de même très marqué, dominé par les imposantes montagnes du massif du Kebnekaise et de Sälka, de part et d'autre de la vallée. Le sentier suit d'abord la Tjäktajåkka et ses nombreuses anastomoses, franchissant un grand nombre d'affluents, à l'aide de ponts pour les plus importants. Puis le sentier s'éloigne. On peut alors apercevoir le sommet sud du Kebnekaise, point culminant de Suède, tout comme le glacier Rabots glaciär, un des plus vastes du pays, nommé d'après le français Charles Rabot, premier à escalader le Kebnekaise. La rivière en provenance de ce glacier forme un petit canyon que le Kungsleden enjambe. La sentier continue dans la vallée jusqu'aux chalets de Singi.

Vue des montagnes depuis les chalets de Sälka

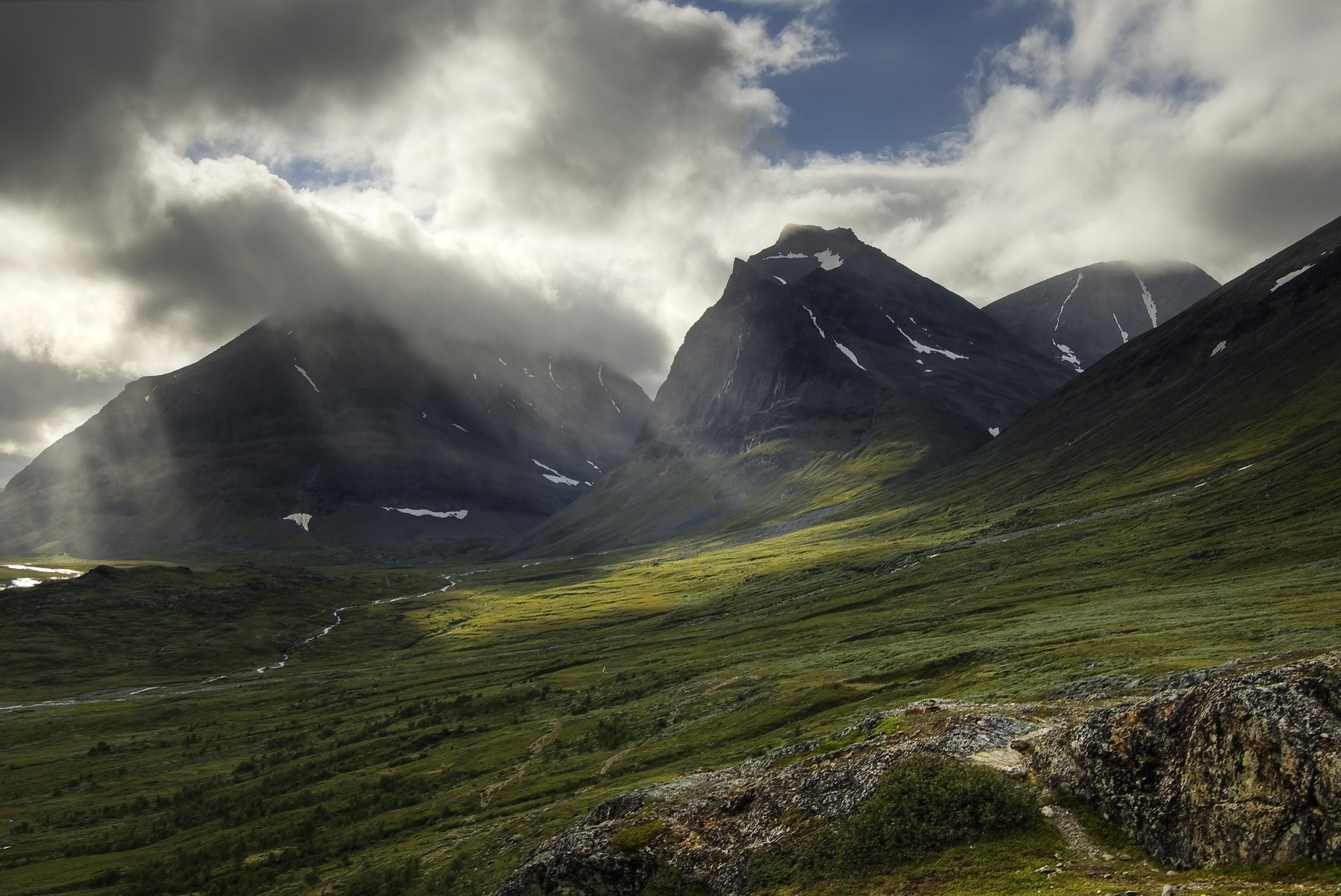
Tolpagorni, depuis la vallée de Ladtjovagge

Au niveau de Singi, le sentier se divise en une voie vers Nikkaluokta et une voie vers le sud pour la suite du Kungsleden. Un grand nombre de randonneurs choisissent la première option, qui emmène à travers la vallée Ladtjovagge vers la station de montagne du Kebnekaise. Depuis Singi, le chemin commence dans une vallée étroite, entourée de montagnes aux versants escarpés, couverte de landes, avec une riche flore. Il passe ensuite un col pour entrer dans la vallée Ladtjovagge, qui peu à peu s'élargit. La vallée passe alors l'emblématique Tolpagorni (1 662 m), et on peut aussi apercevoir le sommet sud du Kebnekaise. On atteint alors les installations de la station de montagne du Kebnekaise. Cette station est le point de départ d'un grand nombre d'expéditions vers le massif du Kebnekaise.
L'étape suivante permet de rejoindre Nikkaluokta. Cette section est très fréquentée, beaucoup souhaitant rejoindre le Kebnekaise depuis Nikkaluokta, sans forcément suivre le reste du Kungsleden. Le chemin continue la vallée de Ladtjovagge, passant d'abord au niveau de la vallée de Tarfala puis s'enfonçant dans une forêt de bouleaux. Il longe ensuite le vaste delta que forme la rivière en se jetant dans le lac Ladtjojaure. Au niveau du delta, il est possible de prendre un bateau, à service régulier, qui parcourt le delta et emmène jusqu'à la rive nord du lac, raccourcissant ainsi le trajet de 6 km. Le chemin continue ensuite vers Nikkaluokta, longeant les rapides de la rivière.

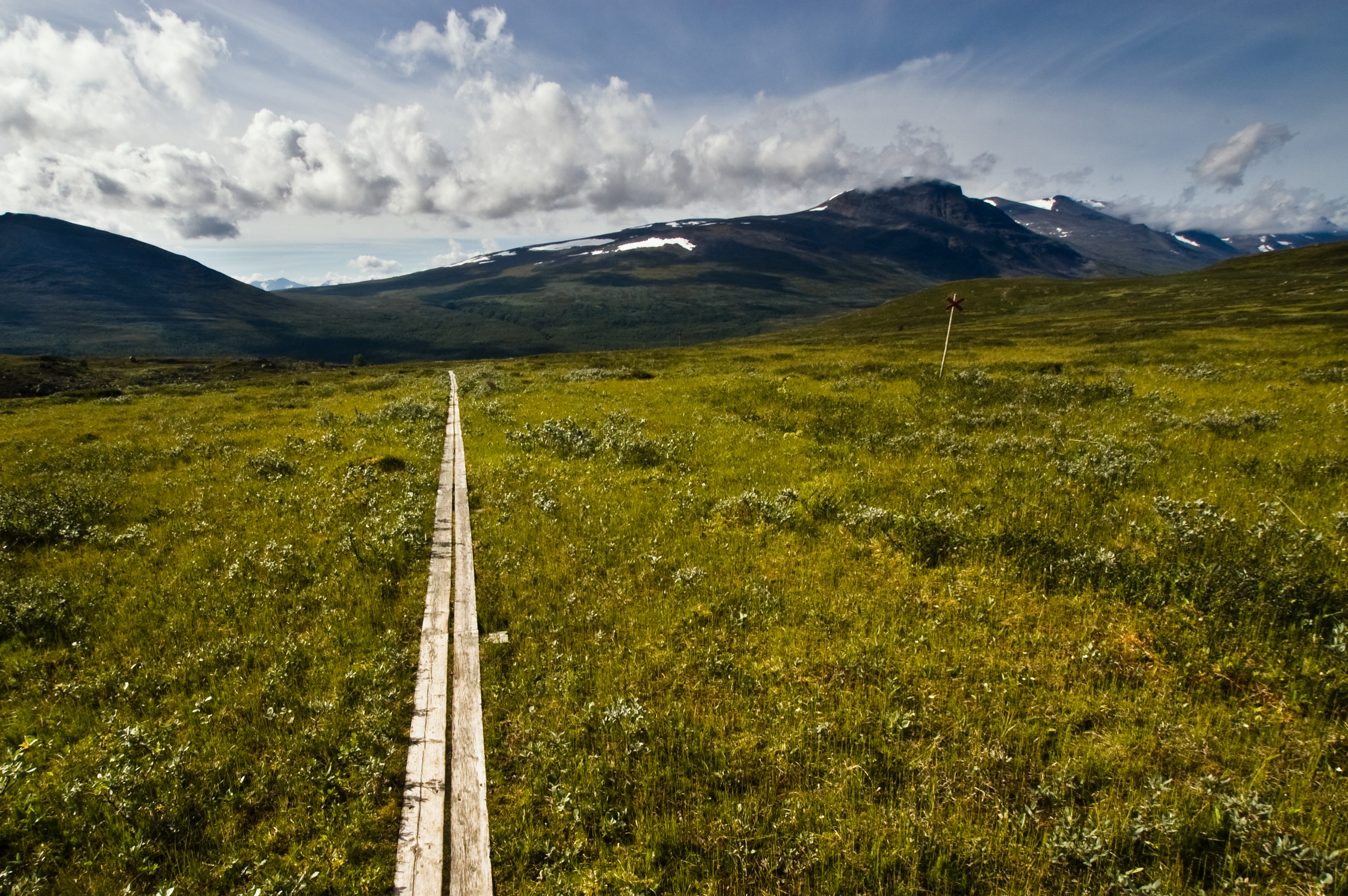
Le sentier sur la plaine de Muorki

Ceux qui souhaitent continuer sur le Kungsleden depuis Singi vers le sud continuent dans la vallée de Tjäktjavagge, le long de la rivière. Le sentier passe alors au pied de la montagne Stuor Jierta ; la vallée se ferme alors un peu avant de se rouvrir. Le chemin traverse ensuite la rivière grâce à un pont et pénètre une forêt de bouleaux avec en face une vue sur les montagnes de Sarek. On arrive alors au niveau du lac de Kaitumjaure près duquel sont situés les chalets marquant la fin de l'étape. La courte étape suivante commence par remonter la vallée du Kaitumjaure, quittant rapidement la forêt de bouleaux en franchissant la rivière Kaitumjåkka ce qui marque l'entrée dans la réserve naturelle de Sjaunja. Le sentier suit ensuite la rivière qui forme un grand nombre de rapides puis quitte la rivière pour se diriger au sud vers la haute plaine de Muorki. L'altitude décroit ensuite brutalement à l'entrée dans la vallée de Teusadalen, avec en son centre le lac Teusajaure, entouré d'une forêt de bouleaux. C'est ici que se trouvent les chalets de Teusajaure. L'étape suivante commence avec la traversée en barque du lac, marquant la sortie de la réserve de Sjaunja et l'entrée dans le parc national de Stora Sjöfallet. La randonnée ressemble ensuite à l'étape précédente, montant d'abord sur une haute plaine du haut de laquelle le randonneur a une vue imprenable sur le massif de Sarektjåkkå. Le sentier rejoint à nouveau une forêt de bouleaux avant d'entamer la rapide descente vers le vaste lac Akkajaure sur les rives duquel se trouvent les chalets de Vakkotavare.

### Saltoluokta - Kvikkjokk

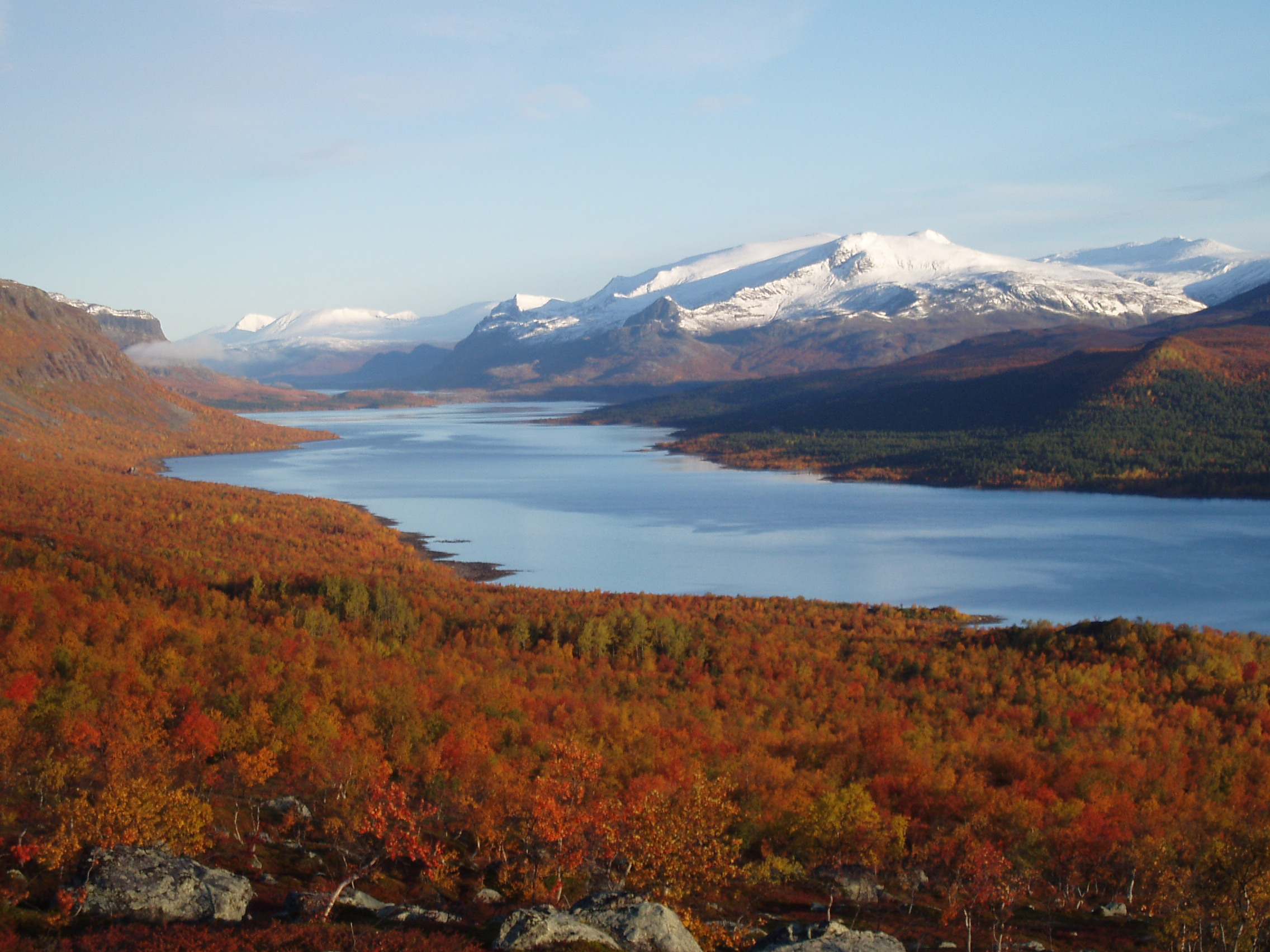
Le lac Langas, vu depuis le Kungsleden.

Le sentier présente sa seule interruption, d'une longueur de 30 km, entre Vakkotavare et la station de montagne de Saltoluokta qui marque le début de la section suivante. Contrairement à la section nord, cette section de 73 km ne pénètre pas ici dans les régions alpines mais reste à leur frontière orientale. La section commence au nord dans une forêt de conifères près du lac Langas mais monte rapidement dans la forêt de bouleaux, longeant la frontière orientale du parc national de Stora Sjöfallet. Alors qu'on atteint la limite des arbres, la pente devient plus douce, le sentier entrant dans la haute plaine. La montagne Sjäksjo à l'ouest donne néanmoins une certaine impression de relief alors que le chemin entre dans la vallée Avtsusjvagge, caractérisé par ses sandurs, quoique la rivière les ait maintenant entaillés. À mi-chemin de cette assez longue étape se trouve un abri. Le Kungsleden continue dans la vallée, puis, à proximité du col, franchit à gué la rivière centrale et continue de l'autre côté du col en légère pente descendante avec une vue sur le lac Sitojaure. On entre enfin dans la forêt de bouleaux qui entoure le lac et rejoint les refuges Sitojaurestugorna sur sa rive nord.
L'étape suivante commence par une assez longue traversée du lac en bateau, marquée par des bouées. Depuis ce lac s'ouvre la vue vers l'ouest et les hautes montagnes du parc national de Sarek. De Svine, sur la rive du lac commence alors l'ascension de Njunjes, une sorte d'épaulement dans la continuité des montagnes de Sarek. La montée est d'abord relativement douce, mais s'accentue au-delà de la forêt de bouleaux. Arrivée autour de 960 m, Njunjes devient plus plat, et à mesure que le randonneur avance vers le sud, la vue sur la montagne Skierfe puis le lac Laitaure et enfin le célèbre delta de la Rapaätno se dessinent progressivement. La descente devient alors très rapide jusqu'au refuge d'Aktse, non loin des rives du lac Laitaure, dans une riche forêt de bouleaux. Ce refuge est un point d'entrée important vers le parc national de Sarek, avec en particulier l'ascension du mont Skierfe offrant une vue grandiose sur le delta.

La vallée de Rapadalen, avec à droite le mont Skierfe, à gauche le lac Laitaure et au centre le vaste delta de la Rapaätno

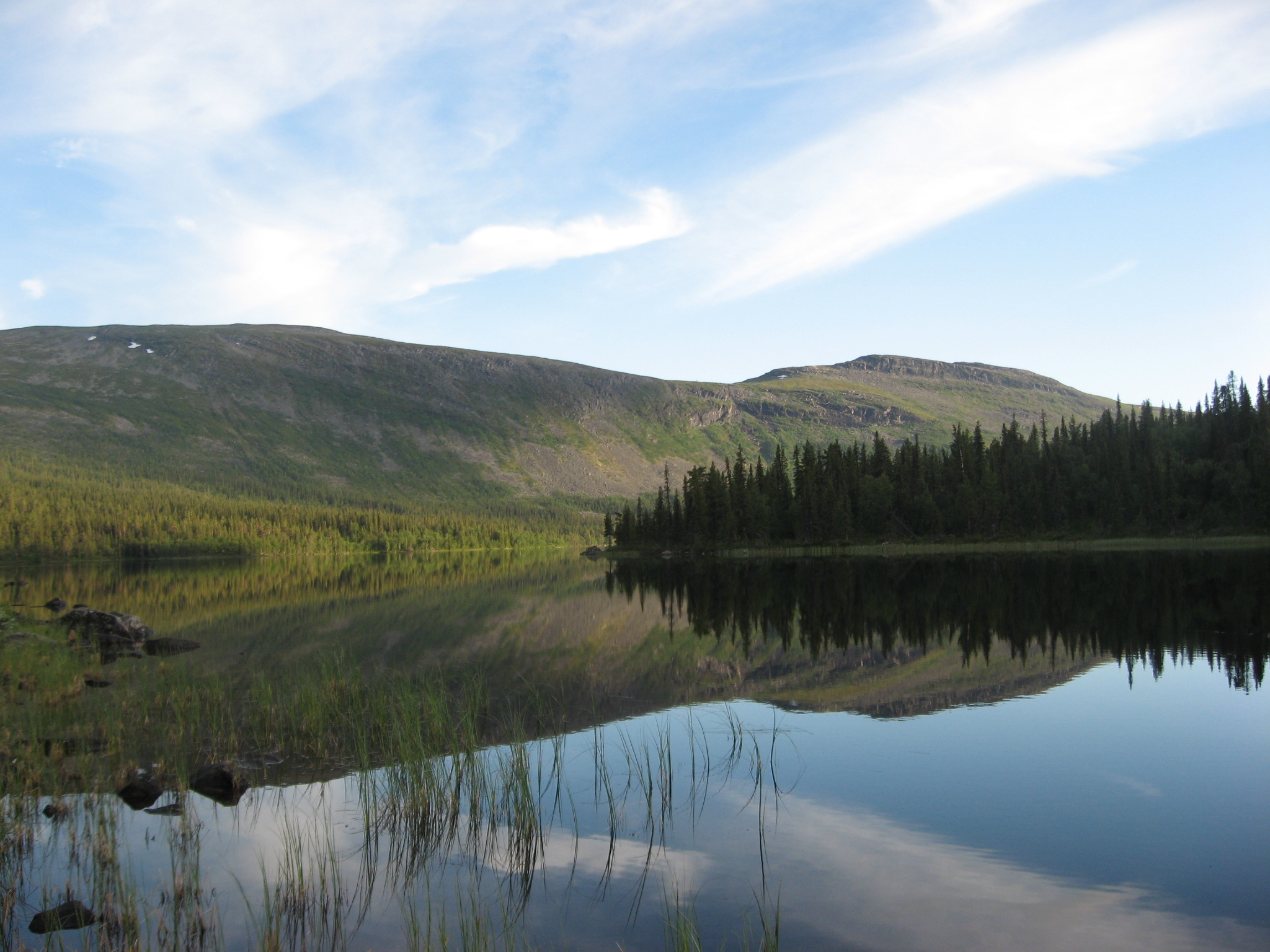
Le lac Sjabtjakjaure, non loin des refuges de Pårte

Au début de la troisième étape de cette section, le randonneur rejoint le lac dans une forêt de conifères, puis le traverse, s'offrant une vue imprenable sur les montagnes de Sarek. De l'autre côté, la randonnée ne pose pas de difficultés majeures, traversant une vaste forêt de conifères, sans dénivellation, et ce jusqu'au pont traversant la  Suobbatjåkkå, qui marque l'entrée dans le parc national de Sarek. Mais peu après ce pont commence la rapide ascension sur les flancs d'une montagne, avec vue sur les lacs Rittak et Tjaktjajaure. Le sentier longe ensuite les flancs de la montagne, passant au niveau d'un abri, puis passe un petit col, serré entre la falaise du mont Favnoajvve (1 177 m) et la petite montagne Huornnásj (884 m) avant de redescendre dans la forêt de bouleaux de la vallée du lac Rittak. Cette forêt est à la fois très dense et très riche en fleurs. Puis les pins deviennent de plus en plus fréquents, marquant l'arrivée dans une forêt primaire de conifères. Enfin, au terme de cette longue étape, le sentier quitte le parc de Sarek pour arriver au refuges de Pårte, près du lac Sjabtjakjaure.
La dernière étape est une randonnée de 16 km entièrement dans la forêt, avec de très faibles dénivelés. Elle longe tout d'abord le lac Sjabtjakjaure puis traverse la rivière Tjåltajåkkå et rejoint le lac Stuor Tata, dans lequel se reflètent les sommets enneigés de Tarrekaise. Le Kungsleden s'enfonce alors profondément dans la forêt de conifères pendant toute la fin de l'étape jusqu'à Kvikkjokk.

### Kvikkjokk - Jäkkvik
Les deux sections suivantes sont les moins populaires du parcours, en partie du fait du manque de refuges, en partie du fait des paysages moins montagneux que l'on y rencontre.
L'étape commence à Kvikkjokk par une traversée en bateau pour rejoindre Mallenjarka. La randonnée commence alors dans une petite clairière avant de pénétrer dans la forêt de conifères et ce commencer à prendre de l'altitude. Le sentier atteint un palier, parcouru de petits lacs et marécages, puis continue à s'élever de l'autre côté. La dense forêt de conifères laisse alors la place à une forêt de bouleaux plus ouverte avant d'atteindre un nouveau palier, avec à nouveau des zones humides. Enfin, une dernière courte ascension permet d'atteindre le dernier palier, où s'offre une vaste vue sur le paysage essentiellement plat qui s'étend au sud. Le sentier descend alors lentement dans une forêt de bouleau très particulière, avec des arbres très espacés et une végétation de prairie au sol. On atteint alors la rivière Tsielekjåhkå entourée de zones humides. Un pont suspendu enjambe la rivière et mène ainsi au chalet de Tsielekjåhkå.
L'étape commence en se faufilant entre les zones humides et les petites bosquets de bouleaux, avec une vaste vue au nord sur les massifs de Sarek et à l'est sur la mosaïque de longues et douces crêtes, de marais et de forêt. En prenant de l'altitude, le sentier quitte la forêt pour les landes et prairies et rejoint le ravin de la Suonergårsså. Arrivée en haut de cette vallée, la vaste vue s'étend maintenant en direction du sud sur une grande haute-plaine entourée de massifs relativement marqués, dont en particulier le Goabddábakte avec sa paroi sud presque verticale de 300 m. Le sentier continue précisément en direction de cette montagne, longeant son versant sud, suivant une étroite crête (moraine) d'une dizaine de mètres de haut. Il s'enfonce ensuite en direction de la vallée du fleuve Piteälven, entrant dans la forêt de bouleaux, avec plusieurs petits lacs et tourbières jusqu'au lac Gistojávrátj qui peut constituer une fin d'étape, bien que n'ayant aucun chalet.
L'étape suivante permet de rejoindre rapidement les rapides du Piteälven et de franchir le fleuve juste avant son embouchure dans le lac Tjeggelvas. Le sentier longe ensuite la rive sud du lac et la forêt devient particulièrement fleurie jusqu'à l'arrivée au lac Tjålmukjávrátja où la forêt s'éclaircit. Juste après le lac, il se dirige vers le sud-ouest pour commencer à prendre de l'altitude sur les flancs du mont Árdná (1 035 m) jusqu'à la limite des arbres. Après un pont au-dessus de la Tjävvra se trouve une petite habitation same, (Tjäurakåtan) qui peut servir pour passer la nuit. Le Kungsleden bifurque alors vers le sud, sur le versant de la longue crête Barturtte. Après une certaine distance, il passe de l'autre côté de la crête, donnant alors une vue sur la section sud, où l'on peut en particulier apercevoir pour la première fois, au loin, le mont Pieljekaise. L'arrivée au mont Båråktjåhkkå peut marquer la fin de l'étape, là encore sans chalet.
L'étape suivante continue la descente vers la forêt de bouleaux de la vallée Gåråkvágge. Rapidement, le sentier arrive dans les landes subalpines au pieds du mont Vuoktanj, traverse la rivière Vilitjåhkå, puis entre de nouveau dans la forêt de bouleaux. On traverse alors le cercle Arctique. Le sentier se faufile ensuite dans un complexe de lacs et franchit les rapides de la rivière Bártek qu'il longe ensuite. Il arrive enfin au niveau du lac Riebnes, où se trouvent les chalets de Vuonatjviken. La dernière étape commence par la traversée en barque du lac Riebnes. Le sentier reprend ensuite avec une montée plutôt raide sur la crête Tjidtjakválle. Près du sommet, il passe quelques petits lacs et offre de nouveau une vue sur Pieljekaise, avant de redescendre de l'autre côté vers le lac Hornavan. Au niveau du lac se trouve une petite habitation à Saudal, où l'on peut demander une traversée du lac jusqu'à Jäkkvik. Alternativement, une extension du Kungsleden entre Saudal et Jäkkvik est prévue,.

### Jäkkvikk - Ammarnäs

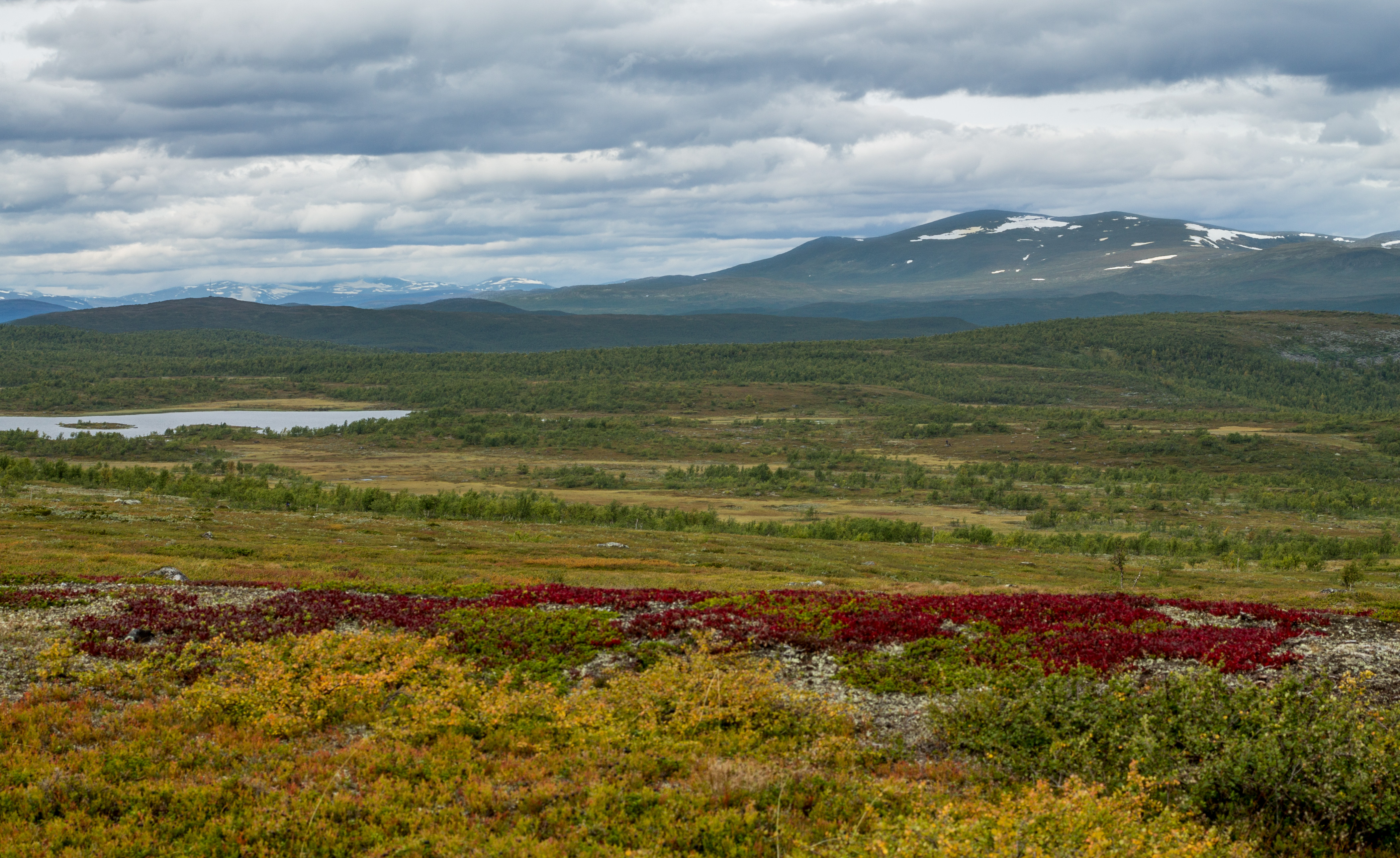
Vue vers le nord avant d'entrer dans le parc national de Pieljekaise.

La courte étape suivante commence dans la forêt de bouleaux de Jäkkvikk, une forêt humide et riche en fleurs. La forêt s'éclaircit peu à peu alors que le sentier monte vers Pieljekaise, tout en restant riche. Au-delà de la limite des arbres s'offre une vaste vue vers le nord. À l'est, le sommet double de Pieljekaise (1 138 m) domine la vue. Le sentier continue sur le plateau avant de croiser la frontière du méconnu parc national de Pieljekaise avec des panneaux d'information. Il redescend ensuite dans la riche forêt de bouleaux qui caractérise le parc avant d'arriver au chalet Pieljekaisestugan.
L'étape suivante continue dans la forêt de bouleaux du parc, descendant d'abord dans une zone parsemée de petits lacs et tourbières. Il s'ensuit une petite montée sur les flancs de Báktek pour redescendre vers le lac de Luvtávvre. Le sentier contourne le lac par l'est, où il traverse le ruisseau par un pont, quittant ainsi le parc national. Après le pont, il monte de nouveau dans une forêt plus sèche et monotone, sans aucune vue sur les alentours, et ce n'est qu'au début de la descente que la forêt reprend un peu de richesse et d'intérêt. Au bout de la longue descente se trouve le village d'Adolfsström qui peut marquer la fin de l'étape. Alternativement, il est possible de continuer jusqu'à Bäverholmen, 8 km plus loin après avoir contourné le lac Iraft ou l'avoir traversé en bateau. À Bäverholmen se situent plusieurs chalets.

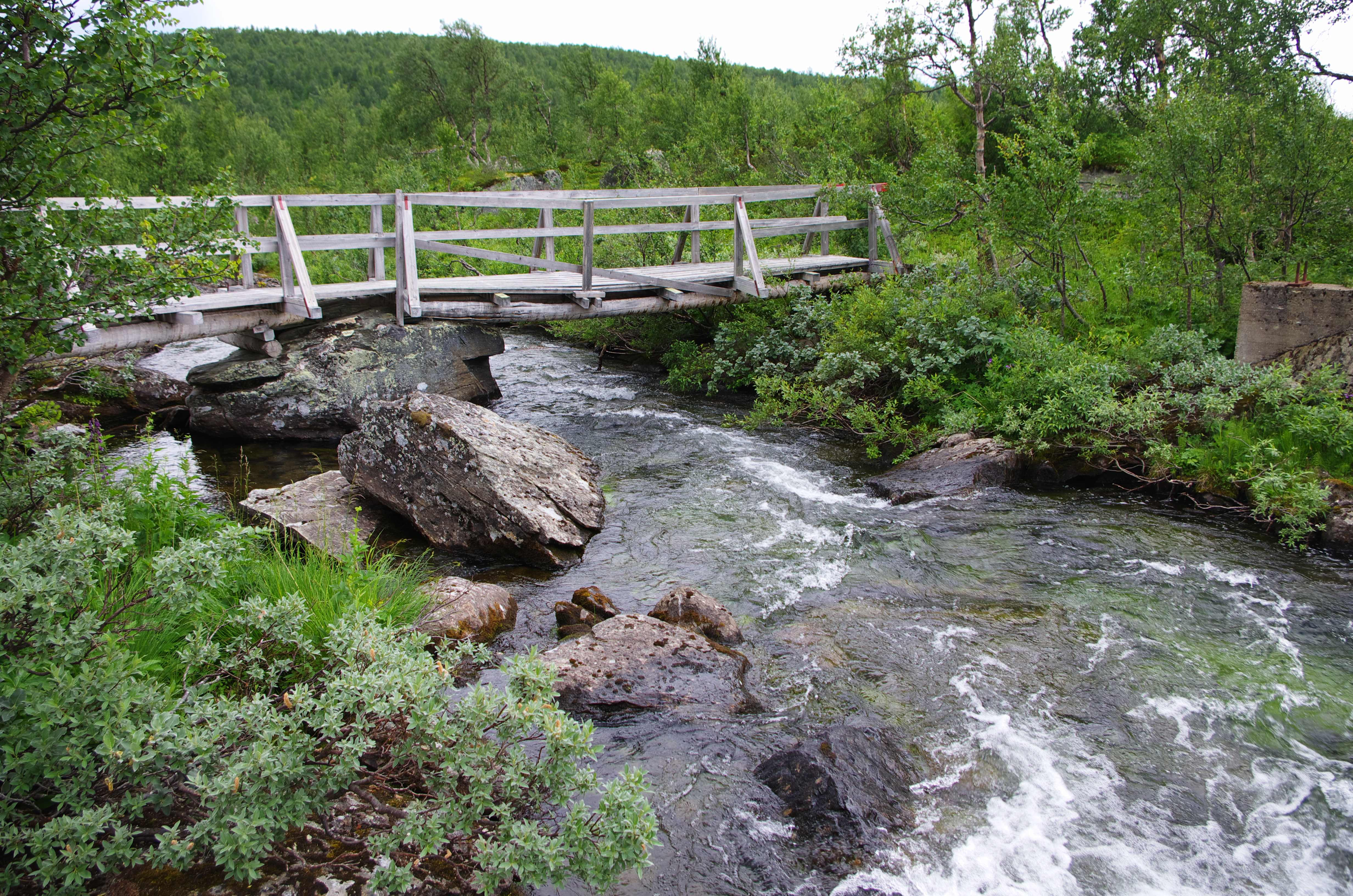
Le pont traversant l'émissaire du lac Luvtávvre.

De Bäverholmen, le sentier longe la puissante rivière Laisälven à contre-courant, avant de la traverser sur un pont suspendu au-dessus des rapides. Après le pont, il se dirige vers le principal affluent de la Laisälven : Bárasjuhka, une autre puissante rivière comportant des rapides tout le long de son cours. Un nouveau pont permet de la traverser juste en aval du profond ravin d'où elle surgit. Le sentier monte quant à lui le long d'une pente, passant à proximité d'un grand piège same datant probablement du Moyen Âge. La montée continue jusqu'au-delà de la limite des arbres, offrant ainsi une vaste vue vers l'arrière, puis vers le sud de l'autre côté de la pente, avec une mosaïque de petits monts, de forêt et de zones humides, le tout dominé par la montagne Riehkiere (1 382 m). Le sentier lui-même continue sur une sorte de haute plaine, descendant légèrement jusqu'à la forêt de bouleaux, puis retraversant la Bárasjuhka. Après le pont, le sentier est de nouveau au-dessus de la limite des arbres, dans une zone relativement marécageuse, puis passe sur une petite colline boisée. Une petite bifurcation du chemin principal emmène vers Sjnulttjie, où se trouvait un chalet qui a brûlé en 2005, mais qui peut aussi constituer un bon point pour poser la tente.
De retour sur le sentier, la randonnée reprend dans les landes relativement pauvres, avec quelques bosquets de bouleaux. Le chemin rejoint alors une dépression autour de la rivière Vuoruojuhka, qu'il traverse par un pont. Dans cette dépression se trouvent de nombreux lacs et tourbières, avec une riche avifaune. Le tracé s'incurve alors vers le sud en direction du mont Láddievárdduo et de sa façade escarpée, qu'il longe ensuite, suivant une longue moraine. De l'autre côté du sentier se trouve le réseau de lacs de la Vuoruojuhka. Dans la direction du chemin se dessine la façade nord du massif Björkfjället, que le Kungsleden commence à gravir après quelques kilomètres. L'ascension est un peu abrupte, mais arrive rapidement sur un plateau, puis franchit la frontière entre le comté de Norrbotten et celui de Västerbotten, entrant par la même occasion dans la réserve naturelle de Vindelfjällen. Du plateau, la vue en arrière vers le nord est très variée, laissant apparaître la mosaïque de paysages traversés auparavant. De l'autre côté, la vue s'offre sur le lac de Lisvuojávrrie vers lequel l'étape continue. Le sentier traverse l'émissaire du lac, puis bifurque vers l'ouest, offrant une vaste vue sur la réserve et en particulier le massif d'Ammarfjället. Au niveau de la bifurcation on peut voir l'ancien sentier qui continuait directement vers Ammarnäs. Des ponts traversent deux torrents qui ont creusé de profondes entailles dans la roche et se précipitent en plusieurs cascades à proximité de la limite des arbres. Une fois dans la riche forêt de bouleaux, le Kungsleden longe la puissante rivière Vindelälven jusqu'à la cascade Rävfallet à proximité de laquelle se trouve le refuge Rävfallstugan, clôturant cette longue étape.
L'étape suivante commence par la traversée de la Vindelälven, puis longe le torrent Vuotsbäcken jusqu'au-delà de la limite des arbres, sur le plateau de Stuorajåbba, en passant par son sommet (931 m). Pendant cette traversée du plateau, les paysages du massif d'Ammarfjället domine, avec en particulier Rierruogájsie, son point culminant à 1 611 m. À l'autre extrémité de ce plateau, le chemin descend vers le petit camp Sami de Stabburet, puis continue sur un nouveau plateau. À l'ouest s'étend la vallée Mársevággi, très riche en oiseaux, justifiant une interdiction d'accès entre le 15 mai et 1er août. Enfin, le sentier s'enfonce dans la forêt de bouleaux, et à part une petite montée sur Småfjällen (littéralement petites montagnes) descend de façon continue vers Ammarnäs.

### Ammarnäs - Hemavan

Carte du sentier dans la réserve de Vindelfjällen.

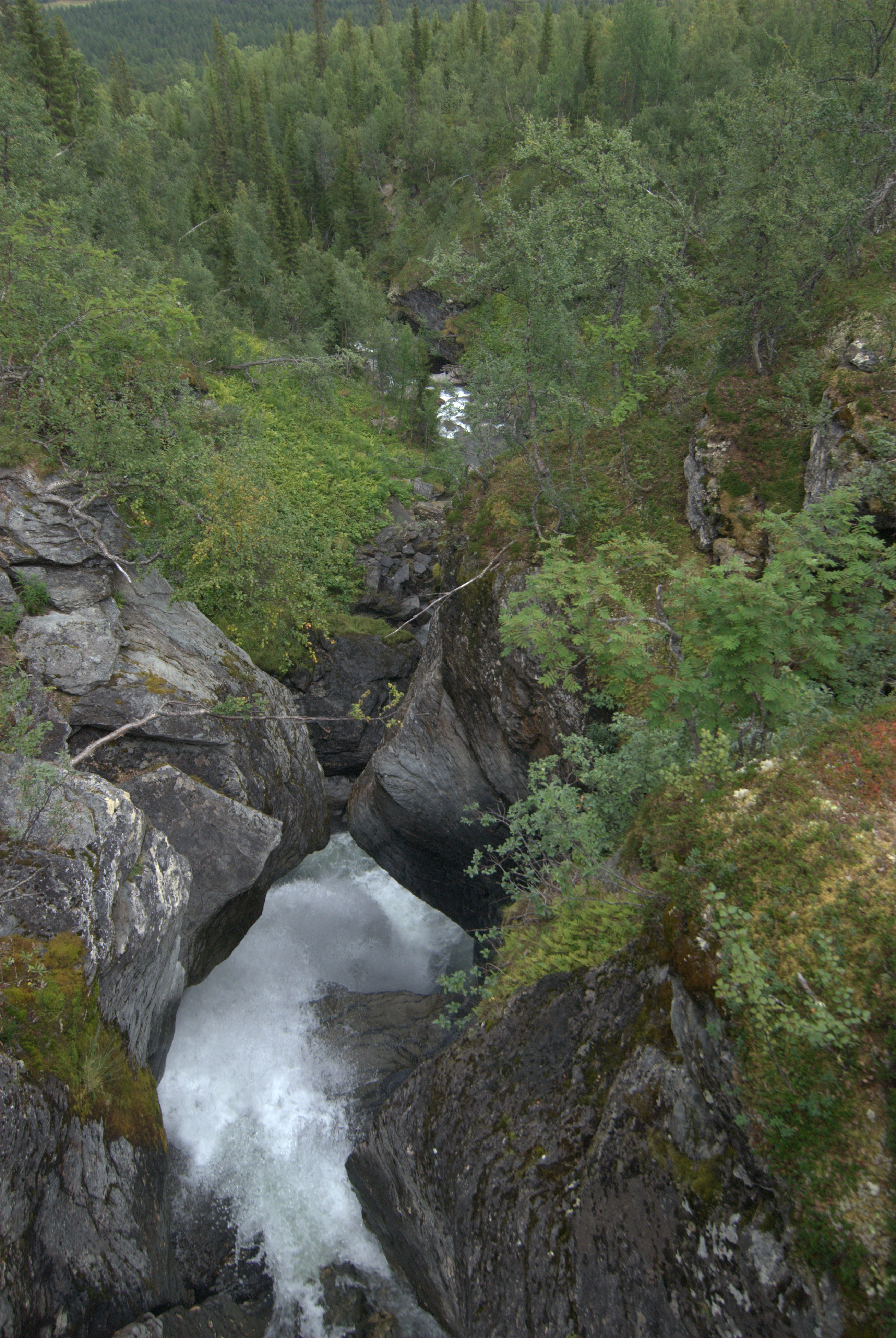
Petit canyon avec vue plongeante sur la vallée d'Ammarnäs

La section entre Ammarnäs et Hemavan s'étend sur 78 km, quasi-intégralement incluse dans la réserve de Vindelfjällen. Cette étape est très appréciée, en partie car elle parcourt la plupart des paysages caractéristiques des montagnes, des forêts de conifères ou de bouleaux aux paysages alpins en passant par des plateaux et des zones de marais.
La première étape est courte (8 km) mais commence par une rapide ascension des 350 m de dénivelés. Elle commence dans le village d'Ammarnäs et passe tout d'abord une forêt de conifères puis par une riche forêt de bouleaux. Le terrain est entaillé par plusieurs ruisseaux, dont en particulier un, le Ruovdatjjuhka, crée une chute d'environ 10 m et un petit canyon avec des marmites du diable. Juste au-dessus de la limite des bouleaux se trouve le premier chalet : Aigertstugan, avec une vue sur la vallée de Tjulträsk et le massif d'Ammarfjället.

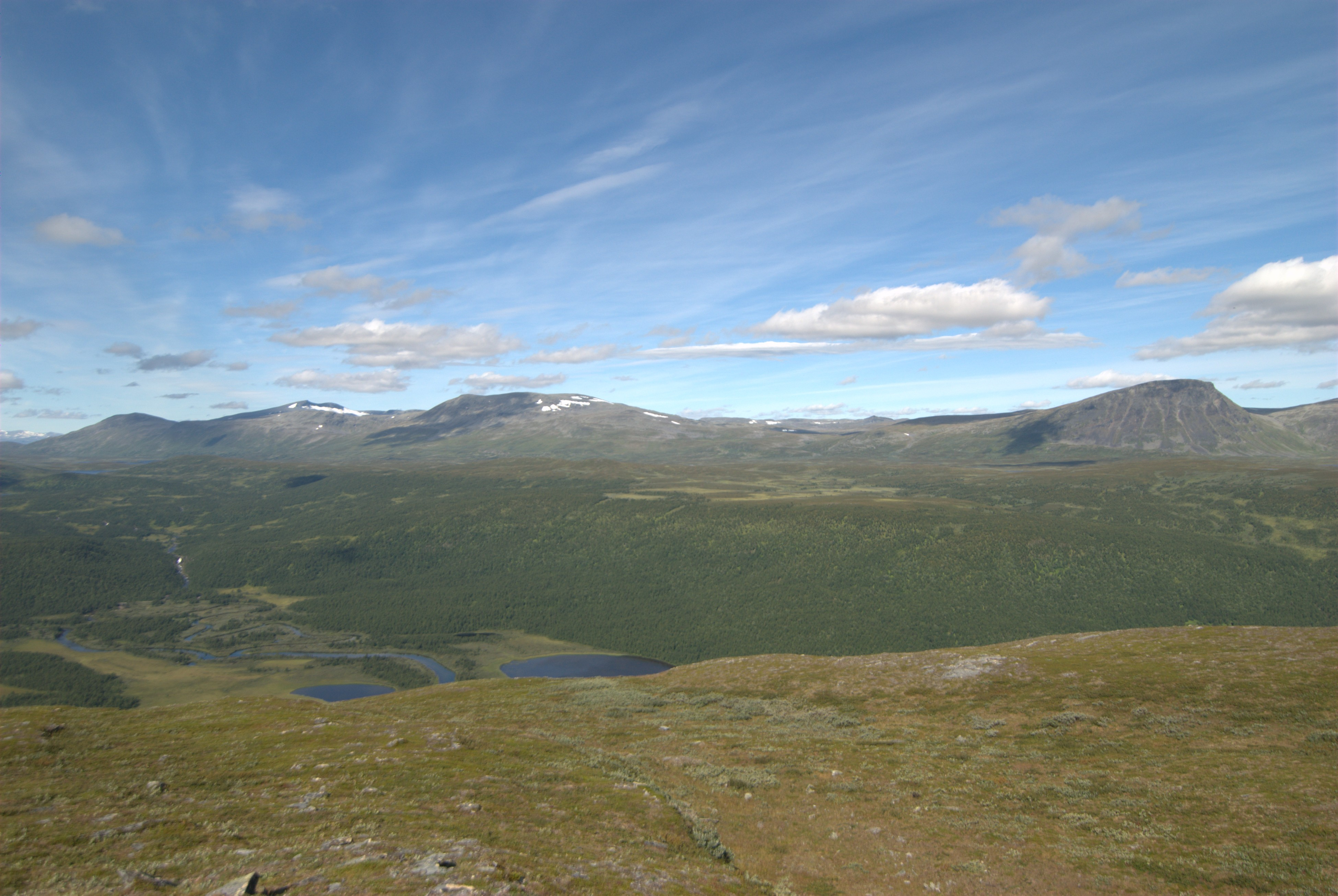
Vue sur la vallée de Tjulträsk depuis le Kungsleden

Le sentier continue ensuite dans une plaine partiellement marécageuse avant de commencer à monter vers Uhtsa-Ájgart, la dernière partie de la montée étant assez raide. Le col est situé à une altitude de plus de 1 000 m et quelques névés persistent très tardivement dans la saison. Le sentier continue dans une sorte de haute plaine rocheuse, presque dénuée de végétation, et passe près du lac Tjålmure où se situe une cabane utilisée pour la surveillance des rennes. À la fin de cette haute plaine, le sentier arrive à l'abri de Juovatvaratje, qui constitue le point le plus haut du Kungsleden au sud du col Tjäkta. Un grand panorama s'offre alors sur toute la section ouest de Vindelfjällen. Commence alors une descente rapide et parfois un peu difficile, croise un sentier perpendiculaire avant de remonter, plus doucement, vers Vuomatjåhkka. De nouveau, un abri est disponible en altitude. Juste avant la descente, une nouvelle vue panoramique sur la vallée de Tjulträsk, Ammarfjället ainsi que les paysages alpins de Norra Storfjället. La descente qui suit est relativement abrupte, et on entre rapidement dans une forêt de bouleaux peu dense, dû à une attaque de larves (Epirrita autumnata) en 1977-1978. Le sentier traverse ensuite la Servvejuhka, qui forme ici une cascade, à l'aide d'un pont suspendu. Le sentier rejoint alors un chemin en provenance de Tjulträsk ; il est possible de rejoindre ce point en une journée depuis Ammarnäs à l'aide d'une traversée en bateau sur le lac Tjulträsk. Enfin, après cette longue étape de 19 km, le Kungsleden rejoint le chalet Servestugan.

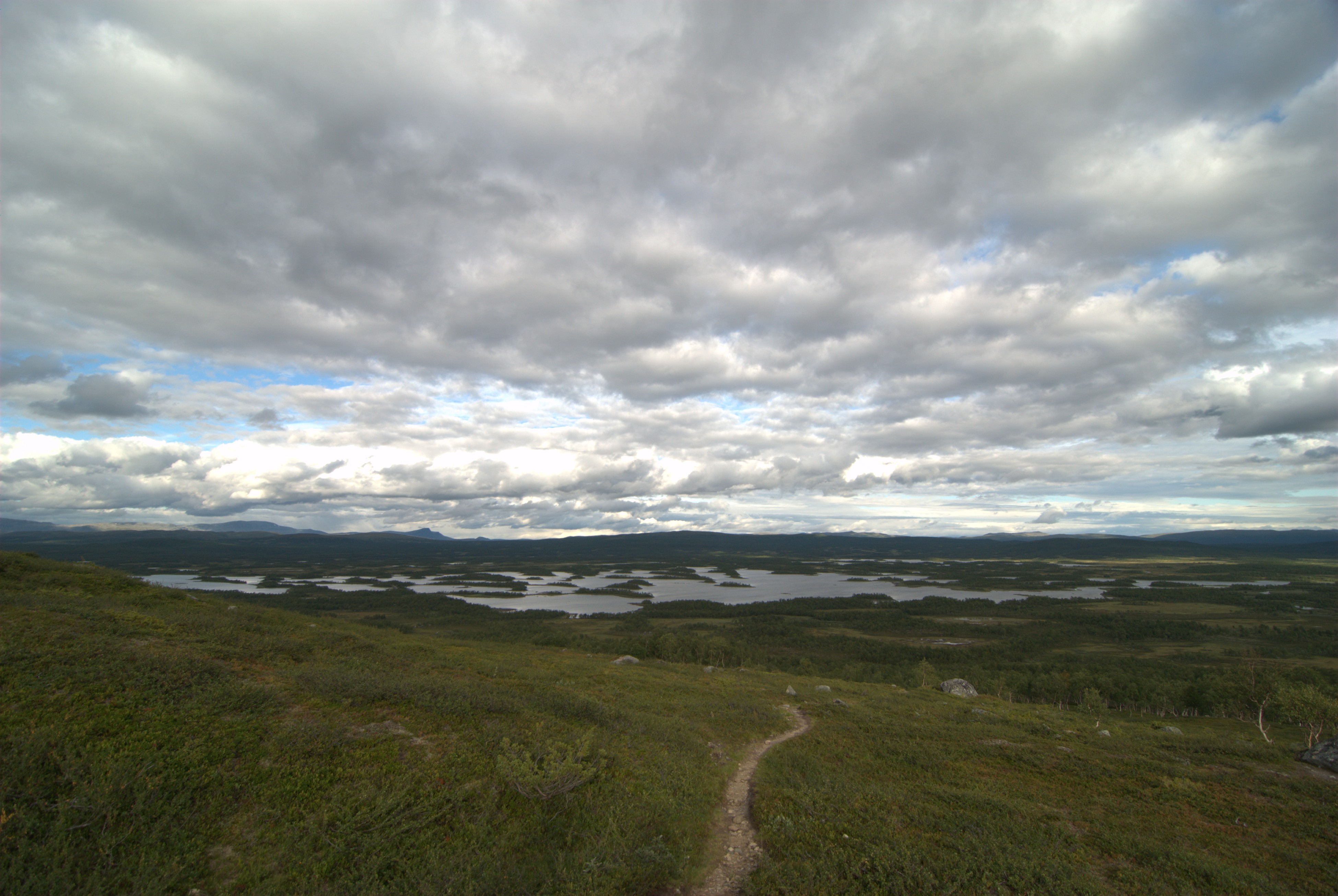
Vue sur la partie sud du lac Tärnasjön, avec ses nombreux îlots

L'étape suivante quitte rapidement la forêt de bouleaux, après avoir enjambé une petite rivière et entre dans un paysage ondulant avec quelques petits sommets arrondis. Après être passé sur les flancs du premier de ces petits sommets (Servetjåkke), le Kungsleden descend dans la dépression autour du lac Servejaure. Le sentier reprend à nouveau un peu d'altitude, se faufilant entre plusieurs petits sommets, longeant plusieurs petits lacs/marais. Enfin, après être passé près du petit lac Siejdáge, le sentier descend rapidement dans la vallée du lac Tärnasjön entrant à nouveau dans une forêt de bouleaux. Là, sur les rives du lac se trouve le chalet Tärnasjöstugan. Presque toute l'étape suivante longe le lac Tärnasjön, d'abord sur le rivage, puis un peu plus dans la forêt. La zone à proximité du lac est riche en tourbières, entrecoupées de petites buttes (moraines) boisées. Cette zone est un paradis pour les ornithologues, avec un grand nombre d'espèces d'oiseaux limicoles, justifiant le classement du lac et de ses environs comme site Ramsar. La partie sud du lac comprend un grand nombre d'îlots, formés par des moraines de Rogen. Le sentier traverse le lac à l'aide de plusieurs ponts reliant différents îlots entre eux. Une rapide ascension commence alors vers le massif de Norra Storfjället, jusqu'au chalet Syterstugan. Ce chalet est un bon point de départ pour plusieurs randonnées permettant l'exploration du massif.

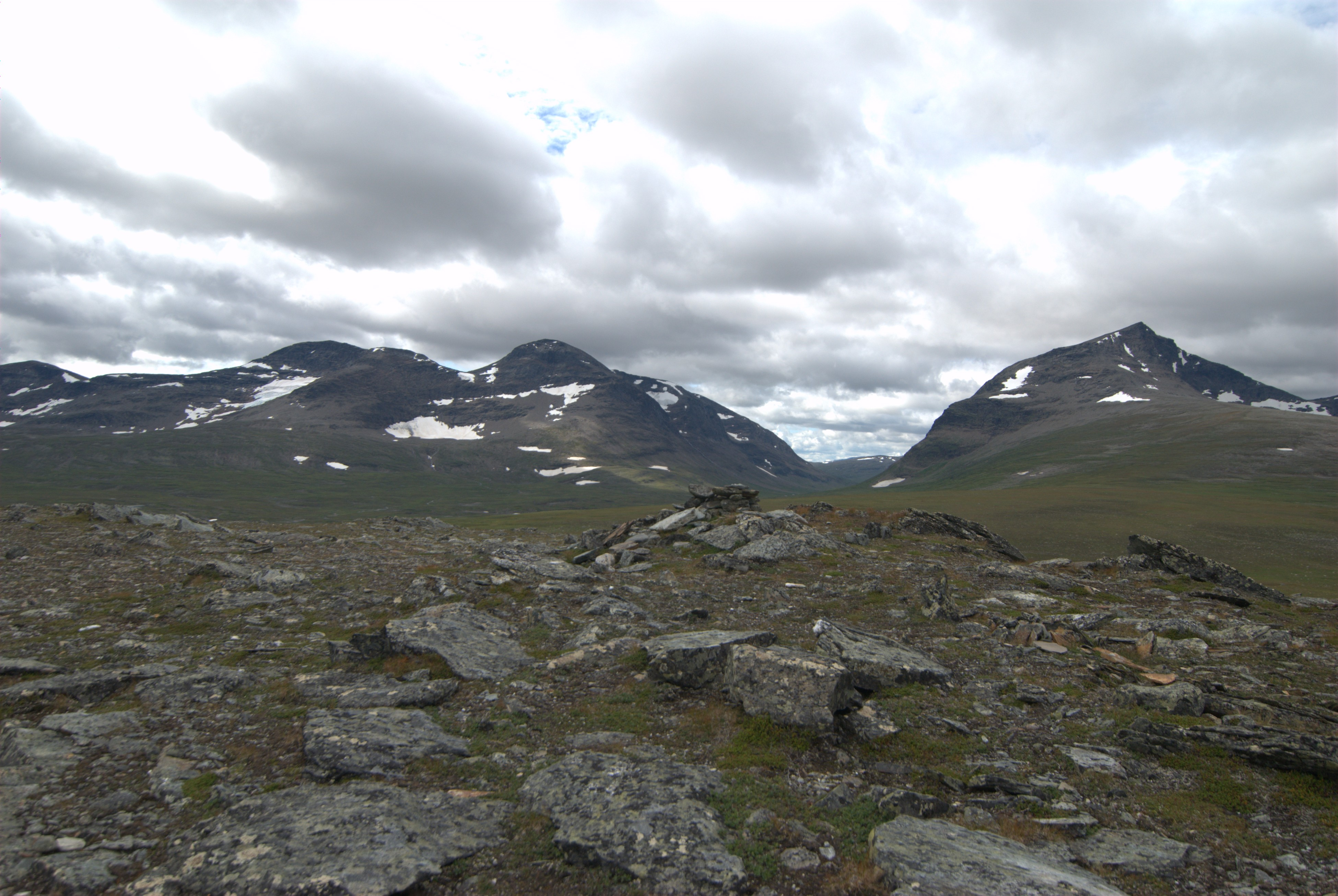
La vallée de Syterskalet, au cœur du massif Norra Storfjället. À droite, on aperçoit le Norra Sytertoppen, point culminant du massif.

L'étape suivante commence par la traversée de la rivière Svärfarsbäcken puis le chemin monte monte de 260 m pour passer Sjul-Olsaxeln un petit épaulement du massif. Du sommet, le paysage doux de Vindelfjällen jusqu'alors laisse place à la vue du puissant massif Norra Storfjället avec en son centre la vallée Syterskalet, dominée de part et d'autre par les hauts sommets du Norra Sytertoppen et Södra Sytertoppen (respectivement 1 767 et 1 685 m). Le sentier redescend Sjul-Olsaxeln, rejoignant la rivière Östra Syterbäcken puis se dirige droit dans la vallée, passant le col Syterpasset. Le Kungsleden parcourt cette vallée, au caractère alpin très marqué, pendant toute la fin de l'étape, jusqu'au chalet Viterskaletstugan.
Dans l'étape finale du Kungsleden, le randonneur continue dans un premier temps dans la vallée Syterskalet. Celle-ci s'élargit, perdant peu à peu son caractère alpin. Le sentier descend alors progressivement vers Hemavan, arrivant dans le domaine de ski puis entrant dans la forêt de bouleaux. Le sentier se termine au naturum d'Hemavan.

## Randonnée

### Accès

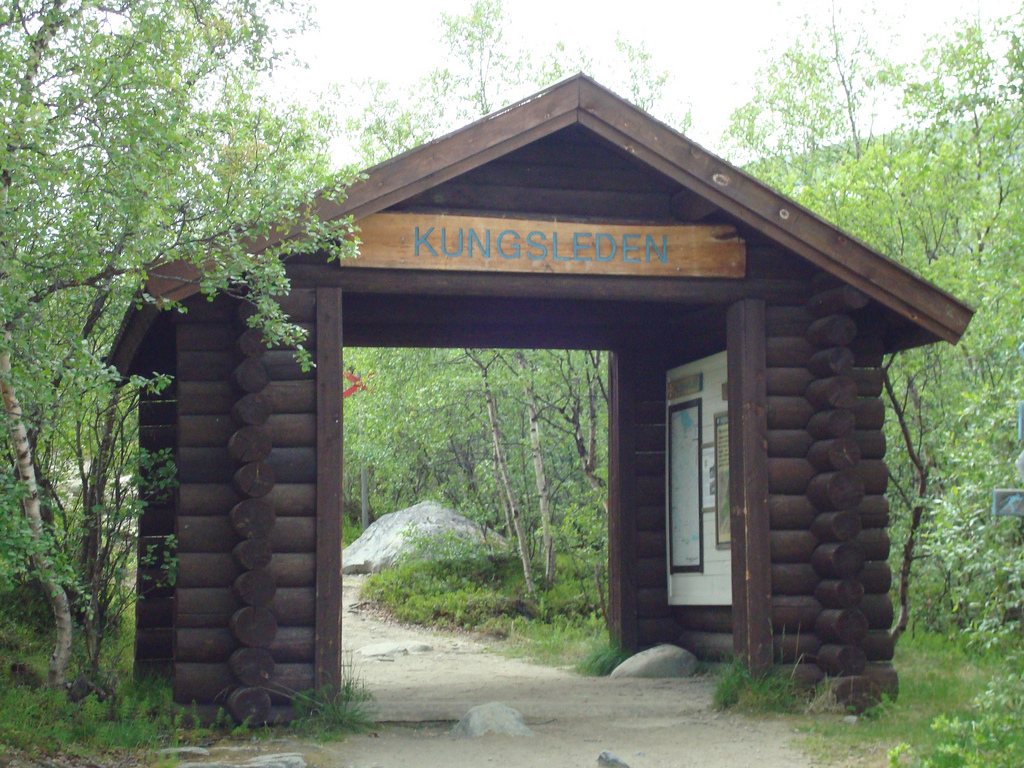
Le départ de la Kungsleden à Abisko.

Abisko est le point le plus commun pour commencer le Kungsleden. Un train VY relie chaque jour Stockholm (départ vers 17 h) à Narvik en desservant Abisko (vers 11 h le lendemain). Le trajet dure donc environ 18 heures, il est possible de prendre des couchettes, mais beaucoup de voyageurs se contentent de sièges assis, bien moins chers. Le départ du trekking commence à une cinquantaine de mètres de la gare d'Abisko turiststation (il y a deux gares à Abisko, séparées d'environ 2 km, Kungsleden part de la deuxième).

### Balisage

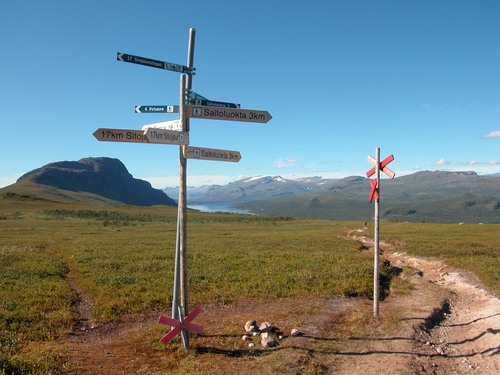
Signalisation entre Saltoluokta et Sitojaure ; vue prise vers le nord.

Le chemin est très clairement balisé. En raison des conditions hivernales où neige et brouillard sont fréquents, les marques sont très rapprochées (5 à 30 m). Elles sont constituées de marques rouges sur les arbres ou sur des cairns quand les arbres sont absents. Sur certains tronçons, le Kungsleden a un tracé commun avec les pistes de motoneige, qui sont balisées à l'aide de poteaux métalliques surmontés de croix rouges placées à une hauteur de 2 mètres. Ces croix sont bien visibles même si le sol est recouvert de neige.

### Refuges

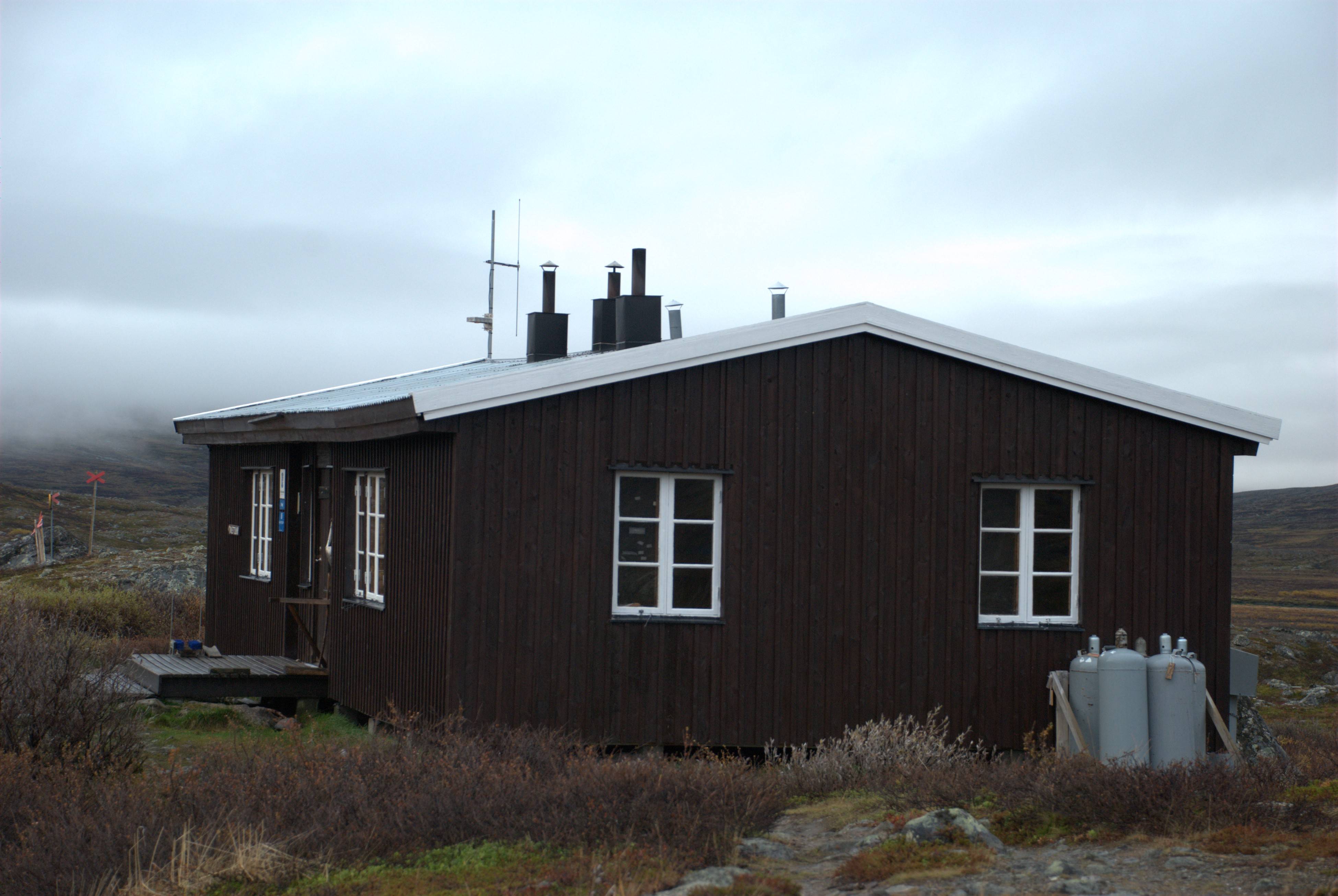
Refuge de Singi

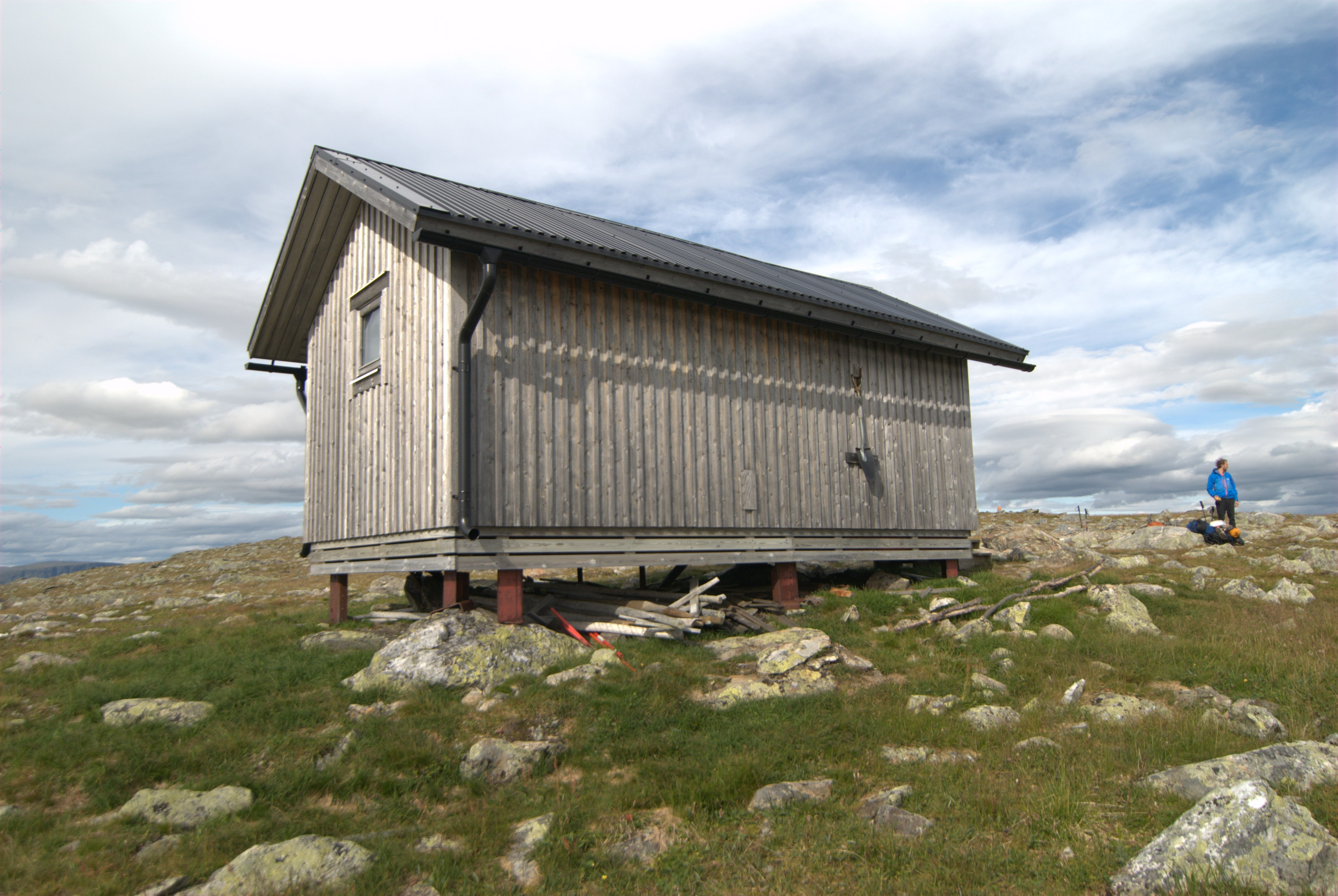
Abri de Juovatvaratje entre Aigert et Serve

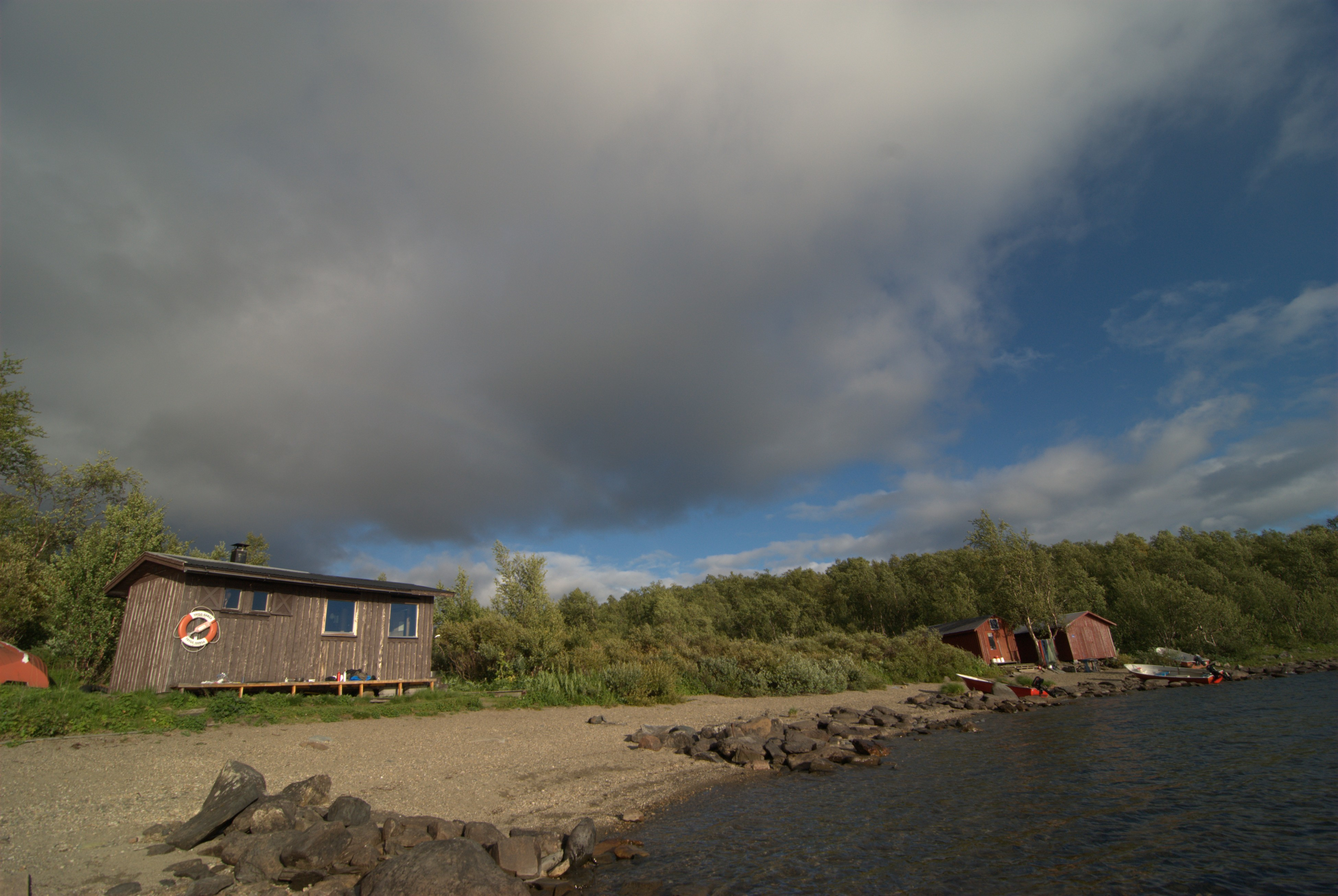
Bâtiment de bain, près du lac Tärnasjön

Les sections les plus populaires du sentier (Abisko-Kvikkjokk et Ammarnäs-Hemavan) ont des refuges entre chaque étape, permettant de randonner sans tente. En plus de ces refuges où l'on peut passer la nuit, il y a quelques abris pour les pauses plus courtes. Refuges comme abris n'ont pour la plupart pas d'électricité, pas d'eau (que l'on va alors chercher dans des torrents à proximité), mais dans les refuges se trouvent des cuisinières à gaz. Les refuges sont souvent gardés en saison. Le prix en 2008 était de 315 SEK ou 215 pour les membres de STF. Il n'est pas possible de réserver, mais en cas de besoin, il est possible de dormir sur le sol. On peut aussi dormir en tente près du chalet et en utiliser les installations pour 40 SEK. Dans plusieurs refuges se trouve en plus une petite boutique pour acheter des provisions en haute saison. Il y a aussi parfois des bains à proximité.
- Abisko–Turiststation
- Abiskojaure ← 15 km
- Alesjaure ← 22 km
- Tjäktja ← 13 km
- Sälka ← 12 km
- Singi ← 13 km
  - Station de montagne du Kebnekaise ← 14 km
  - Nikkaluokta (bus pour Kiruna ← 19 km
- Kaitumjaure ← 12,5 km
- Teusajaure ← 9 km
- Vakkotavare ← 15 km
- Saltoluokta ← Bus/Bateau
- Sitojaure ← 22 km
- Aktse ← 13 km
- Pårte ← 24 km
- Kvikkjokk ← 17 km
- Tsielekjåkk ← 15 km
- Västerfjäll ← 23 km
- Vuonatjviken ← 23 km
- Jäkkvik ← 14 km
- Bäverholmen ← 22 km
- Dellikälven ← 25 km
- Ammarnäs ← 25 km
- Serve ← 22 km
- Tärnasjö ← 13 km
- Syter ← 13 km
- Viterskalet ← 13 km
- Hemavan ← 10 km

## Records
Depuis 2014, plusieurs athlètes de trail running s'attaquent à un record de vitesse. Ces records sont inscrits sur le site FKT. La Suédoise Emelie Forsberg a le record féminin. L'aventurier belge Louis-Philippe Loncke est le premier à parcourir à pied et en packraft l'entièreté de la randonnée en autonomie complète et sans assistance, gravissant au passage le mont Skierfe et les sommets nord et sud du Kebnekaise,,,,.